# 넬슨만델라베이 경기장

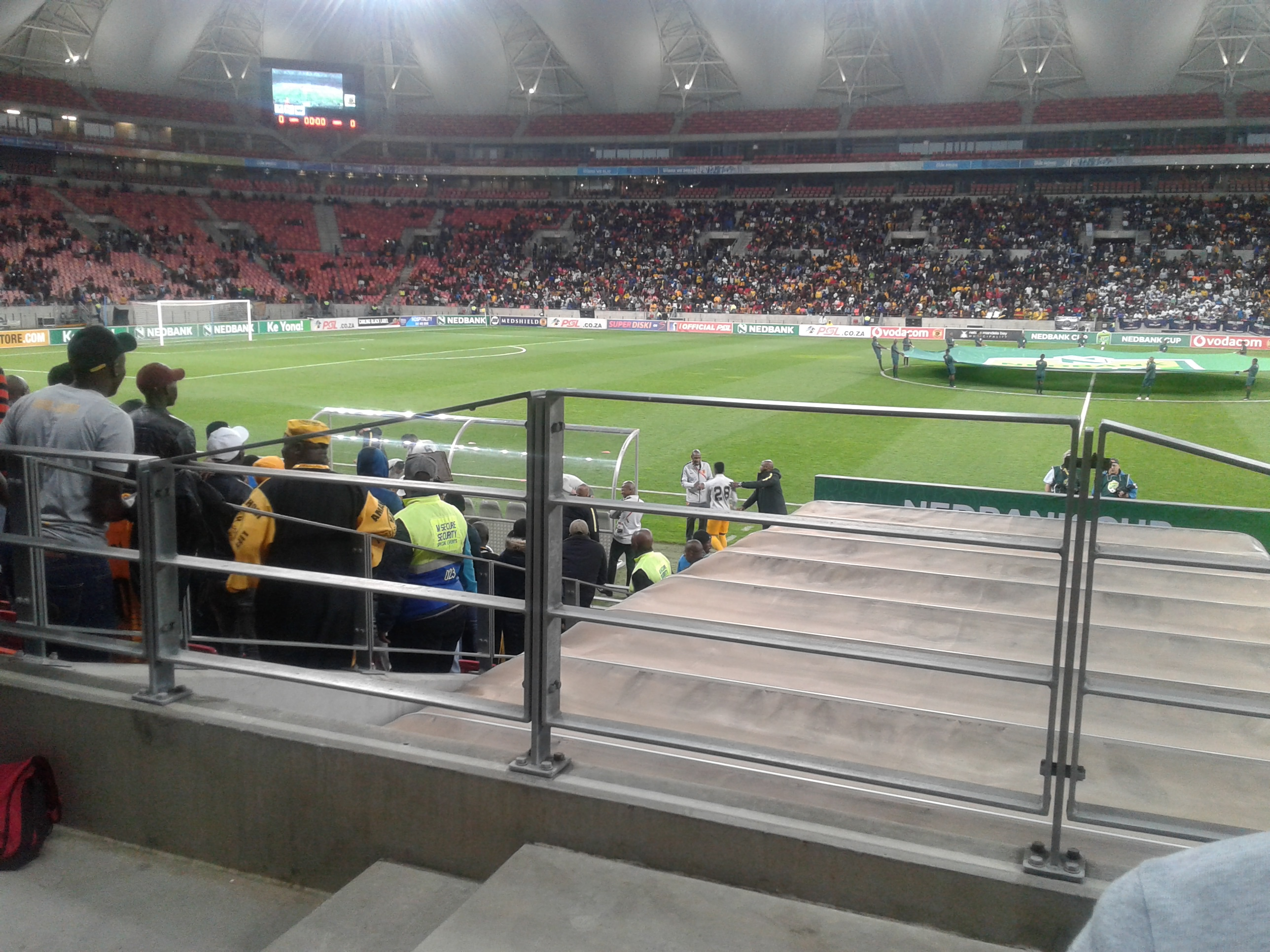
Inside the stadium

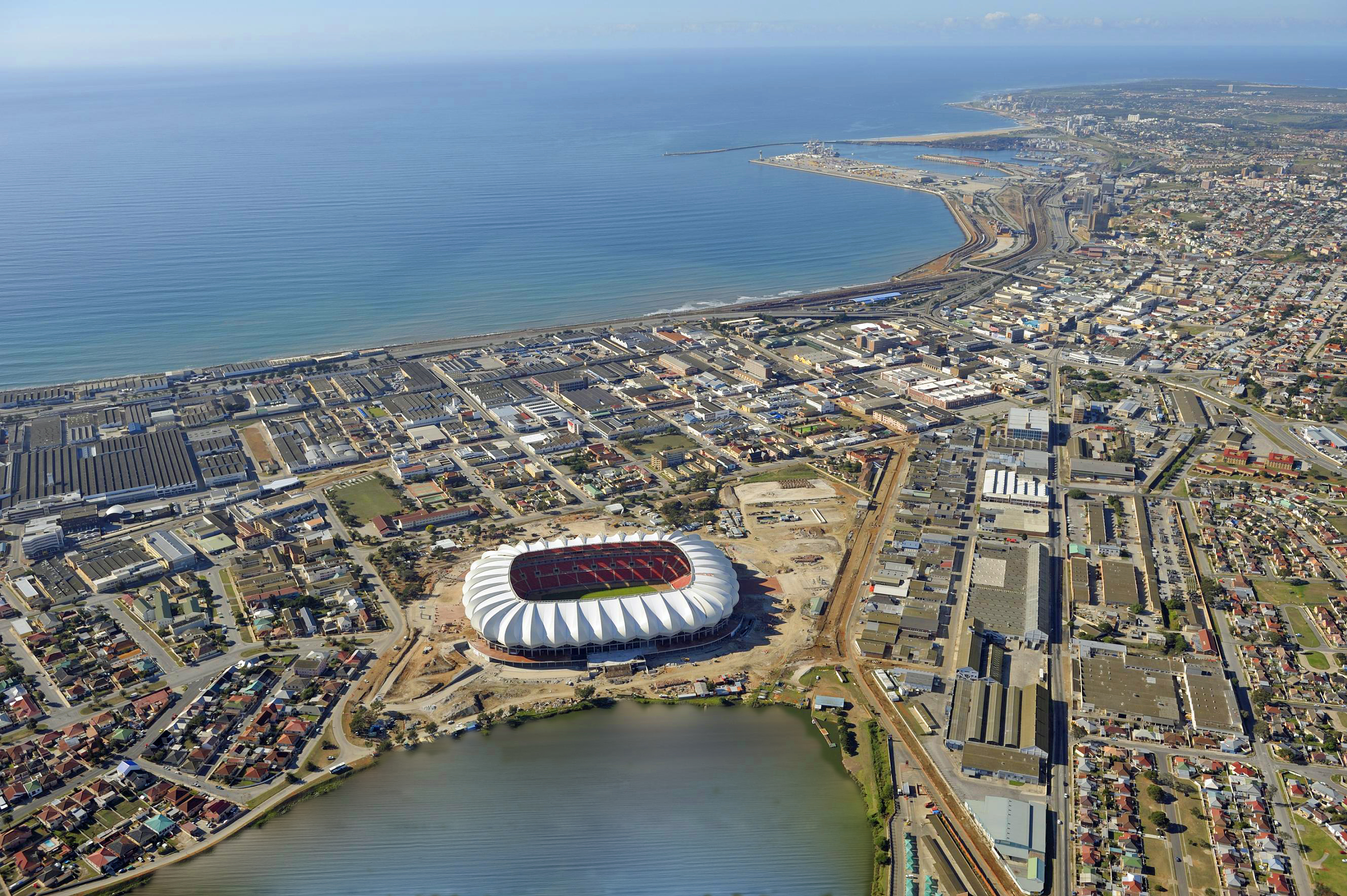

넬슨만델라베이 스타디움(Nelson Mandela Bay Stadium)은 남아프리카공화국의 게베하에 세워진 다목적 경기장이다. 게베하의 넬슨만델라베이 구역에 위치한다. 2010년 FIFA 월드컵의 경기장이기도 하며 수용인원은 월드컵 기간에는 48,000명, 월드컵 이후에는 45,459명이다.

## 개요
원래는 2009년 FIFA 컨페더레이션스컵 장소가 되었지만, 완공이 지연되어 개최를 보류했다. 2009년에 완공되었다.
2010년 월드컵 개최 이후에 슈퍼 15가 승인되면, 서든 킹스의 홈 구장으로 사용될 예정이다. 또한 베이 유나이티드도 프리미어 사커 리그로 돌아오면 이 구장을 사용할 예정이다.

## 2010년 FIFA 월드컵
| 날짜       | 시간 (UTC+2) | 팀 #1        | 결과 | 팀 #2    | 대회    | 관중   |
| ---------- | ------------ | ------------ | ---- | -------- | ------- | ------ |
| 2010-06-12 | 13:30        | 대한민국     | 2-0  | 그리스   | B조     | 31,513 |
| 2010-06-15 | 16:00        | 코트디부아르 | 0-0  | 포르투갈 | G조     | 37,034 |
| 2010-06-18 | 13:30        | 독일         | 0-1  | 세르비아 | D조     | 38,294 |
| 2010-06-21 | 16:00        | 칠레         | 1-0  | 스위스   | H조     | 34,872 |
| 2010-06-23 | 16:00        | 슬로베니아   | 0-1  | 잉글랜드 | C조     | 36,893 |
| 2010-06-26 | 16:00        | 우루과이     | 2-1  | 대한민국 | 16강전  | 30,597 |
| 2010-07-02 | 16:00        | 네덜란드     | 2-1  | 브라질   | 8강전   | 40,186 |
| 2010-07-10 | 20:30        | 우루과이     | 2-3  | 독일     | 3,4위전 | 36,254 |